# Сосновское (Брянская область)
Сосновское — деревня в Навлинском районе Брянской области. Входит в состав Алешинского сельского поселения, ранее Салтановского.

## История
В 1964 г. Указом Президиума ВС РСФСР деревня Ворки переименована в Сосновскую.

## Население
| 2010 | 2013 |
| ---- | ---- |
| 40   | ↘38  |